# Birgit Sippel
Birgit Sippel, née le 29 janvier 1960 à Bochum en Rhénanie-du-Nord-Westphalie (Allemagne), est une femme politique allemande membre du Parti social-démocrate d'Allemagne (SPD). Elle est députée européenne depuis 2009.

## Biographie

### Carrière politique nationale
En 1982, Birgit Sippel adhère à Die Falken, une organisation socialiste de jeunesse et branche allemande du Mouvement international des Faucons. Cette même année, elle rejoint le Parti social-démocrate d'Allemagne (SPD) dans la section locale de Neheim (Arnsberg). En 1983, elle adhère au syndicat IG Metall, où elle s'engage entre autres en tant que déléguée du personnel.
De 1994 à 2004, elle est du conseil municipal de la ville d'Arnsberg. Elle est également membre du conseil fédéral du SPD de 1996 à 2010. Enfin, elle est, depuis 2010, membre de la présidence du SPD dans le land de Rhénanie-du-Nord-Westphalie.

### Députée européenne
Lors des élections européennes de 2009 elle est élue au Parlement européen, où elle siège au sein de l'Alliance progressiste des socialistes et démocrates (S&D). Elle est aussi membre de la Commission des libertés civiles, de la justice et des affaires intérieures, au sein de laquelle elle est coordinatrice du groupe politique S&D depuis 2014. Elle s'y intéresse à des questions telles que la protection de la vie privée et des données personnelles (Terrorist Finance Tracking Program (connu sous l'acronyme SWIFT); Données des dossiers passagers (PNR) etc.), la politique d'asile de l'Union européenne, les migrations et l'Espace Schengen.
De plus, elle est membre de la Délégation pour les relations avec les pays du Machrek ainsi que de l'Intergroupe LGBT du Parlement européen.
Enfin, elle s'est engagée pour le développement de la coopération policière et judiciaire en matière pénale, par exemple en soutenant l'adoption de plusieurs directives relatives aux droits processuels. En tant que membre suppléante de la Commission de l'emploi et des affaires sociales, elle a pris part aux travaux législatifs relatifs au droit des marchés publics, à la directive sur le temps de travail ou bien à la directive concernant le détachement des travailleurs.
Lors de la neuvième législature du Parlement européen (2019-2024), elle est rapporteur de l'un des textes du Pacte sur la migration et l'asile.